# Vibra São Paulo
A Vibra São Paulo (anteriormente chamada de Credicard Hall, Citibank Hall e UnimedHall) é uma casa de espetáculos e eventos localizada na cidade brasileira de São Paulo. Inaugurado em setembro de 1999, foi concebido para ser um dos maiores e mais versáteis espaços dedicados ao entretenimento e à cultura na América Latina. Está localizado ao lado do Hotel Transamérica, no distrito de Santo Amaro. Administrado atualmente pela Opus Entretenimento, tem capacidade para 7 000 pessoas.
Originalmente chamado de Credicard Hall, seu nome foi alterado para Citibank Hall em 21 de novembro de 2013, mas em 22 de abril de 2018 a casa voltou a ser chamada de Credicard Hall. Em 17 de outubro de 2019, passou a se chamar UnimedHall. Em 1 de abril de 2022, foi renomeada como Vibra São Paulo.
Em 31 de março de 2021, a Time For Fun (antiga administradora do local) anunciou o fechamento da casa de shows com um comunicado nas redes sociais: “Quantas histórias vivemos no UnimedHall. Quantas memórias criamos juntos. Quantos sorrisos e lágrimas de emoção vimos de perto. Quantos sentimentos”... “Fecham-se as cortinas de mais um palco no país, mas com a certeza de que marcamos época e passamos a fazer parte de muitas histórias – não só da música, mas da cidade, do país e da vida de cada pessoa que esteve ali”. Como era sede da Time For Fun, a mesma foi transferida para o Teatro Renault, também administrado pela companhia e localizado na capital paulista.
Em 1 de abril de 2022, foi anunciada a reabertura do local sob o novo nome Vibra São Paulo após um acordo entre a nova administradora da casa, a Opus Entretenimento, e a empresa de biocombustíveis Vibra Energia. A casa foi reaberta para shows em maio do mesmo ano.

## Apresentações
| País                         | Artista                                                                         | Turnê                                                   | Data                            |
| ---------------------------- | ------------------------------------------------------------------------------- | ------------------------------------------------------- | ------------------------------- |
| Brasil                       | João Gilberto e Caetano Veloso                                                  |                                                         | 29 de setembro de 1999          |
| Brasil                       | Os Paralamas do Sucesso e Titãs                                                 |                                                         | 2 de outubro de 1999            |
| Estados Unidos               | Red Hot Chili Peppers                                                           | Californication Tour                                    | 8 de outubro de 1999            |
| Reino Unido                  | Blur                                                                            | 13 Tour                                                 | 21 de novembro de 1999          |
| Canadá                       | Alanis Morissette                                                               | Junkie Tour                                             | 27 e 28 de novembro de 1999     |
| Estados Unidos               | Creedence Clearwater Revisited                                                  |                                                         | 22 e 23 de março de 2000        |
| Reino Unido                  | Simply Red                                                                      |                                                         | 15 de abril de 2000             |
| Reino Unido                  | Motörhead                                                                       | We Are Motörhead Tour                                   | 6 de maio de 2000               |
| Estados Unidos               | Joe Satriani                                                                    | Engines of Creation Tour                                | 16 de agosto de 2000            |
| Estados Unidos               | Hanson                                                                          | This Time Around Tour                                   | 09 e 10 de novembro de 2000     |
| Estados Unidos               | Lou Reed                                                                        | Ecstasy Tour                                            | 14 de novembro de 2000          |
| Reino Unido                  | British Rock Symphony                                                           |                                                         | 17, 18 e 19 de novembro de 2000 |
| Estados Unidos               | Bad Religion                                                                    | The New America Tour                                    | 14 de março de 2001             |
| Estados Unidos               | Dio                                                                             | Magica Tour                                             | 5 de abril de 2001              |
| Reino Unido                  | Mark Knopfler                                                                   | Sailing to Philadelphia Tour                            | 06, 07 e 8 de abril de 2001     |
| Estados Unidos               | Creedence Clearwater Revisited                                                  |                                                         | 3 de maio de 2001               |
| Reino Unido                  | Judas Priest                                                                    | Demolition Tour                                         | 06 e 7 de setembro de 2001      |
| Itália                       | Laura Pausini                                                                   | Live World Tour 2001-2002                               | 25, 26 e 27 de outubro de 2001  |
| Reino Unido                  | Voices of Classic Rock                                                          |                                                         | 03 e 4 de novembro de 2001      |
| Estados Unidos               | T.S.O.L.                                                                        | Sampoerna Surf Music                                    | 9 de novembro de 2001           |
| Estados Unidos               | Agent Orange                                                                    | Sampoerna Surf Music                                    | 9 de novembro de 2001           |
| Estados Unidos               | Korn                                                                            |                                                         | 11 e 12 de março de 2002        |
| Estados Unidos               | Creedence Clearwater Revisited                                                  |                                                         | 24 e 25 de abril de 2002        |
| Reino Unido                  | Echo & The Bunnymen                                                             |                                                         | 27 e 29 de maio de 2002         |
| Finlândia                    | Nightwish                                                                       | Century Child World Tour                                | 20 de julho de 2002             |
| Estados Unidos               | Concrete Blonde                                                                 | Reunion Tour                                            | 7 de agosto de 2002             |
| Noruega                      | A-ha                                                                            | Lifelines Tour                                          | 14 e 15 de agosto de 2002       |
| Estados Unidos               | Buddy Guy                                                                       | Sweet Tea Tour                                          | 21 e 22 de setembro de 2002     |
| Reino Unido                  | Bryan Ferry                                                                     | Frantic Tour                                            | 13 e 15 de fevereiro de 2003    |
| Reino Unido                  | Status Quo                                                                      | Heavy Traffic World Tour                                | 14 de fevereiro de 2003         |
| México                       | Maná                                                                            | Revolución de Amor Tour                                 | 22 e 23 de março de 2003        |
| Estados Unidos               | Joe Satriani                                                                    | Strange Beautiful Tour                                  | 3 de abril de 2003              |
| Austrália                    | Silverchair                                                                     | Across the Night Tour                                   | 15 de maio de 2003              |
| Reino Unido                  | The Pretenders                                                                  | Loose Screw Tour                                        | 23 de setembro de 2003          |
| Reino Unido                  | Simply Red                                                                      |                                                         | 24 de setembro de 2003          |
| Reino Unido                  | Echo & The Bunnymen                                                             |                                                         | 18 de novembro de 2003          |
| Reino Unido                  | Jon Anderson                                                                    |                                                         | 14 de março de 2004             |
| Reino Unido                  | Jethro Tull                                                                     |                                                         | 20 de março de 2004             |
| Noruega                      | Dimmu Borgir                                                                    | Death Cult Campaign Tour                                | 24 de abril de 2004             |
| Estados Unidos               | Dio                                                                             | Master of the Moon Tour                                 | 28 de agosto de 2004            |
| Estados Unidos               | LCD Soundsystem                                                                 |                                                         | 10 de setembro de 2004          |
| Estados Unidos               | The Calling                                                                     |                                                         | 8 de outubro de 2004            |
| Estados Unidos               | The Offspring                                                                   | Splinter Tour                                           | 20 e 21 de outubro de 2004      |
| Estados Unidos               | The Doors of the 21st Century                                                   |                                                         | 29 de outubro de 2004           |
| Estados Unidos               | G3: com Joe Satriani, Steve Vai e Robert Fripp                                  |                                                         | 04 e 5 de dezembro de 2004      |
| Estados Unidos               | Anthrax                                                                         | The Greater of Two Evils Tour                           | 25 de fevereiro de 2005         |
| Reino Unido                  | Ian Anderson                                                                    |                                                         | 14 de abril de 2005             |
| Reino Unido                  | Placebo                                                                         |                                                         | 27 de abril de 2005             |
| Itália                       | Laura Pausini                                                                   | Resta in Ascolto World Tour                             | 28 e 29 de abril de 2005        |
| Estados Unidos               | The White Stripes                                                               | Get Behind Me Satan Tour                                | 4 de junho de 2005              |
| Itália                       | Premiata Forneria Marconi                                                       |                                                         | 1 de julho de 2005              |
| Reino Unido                  | America                                                                         |                                                         | 6 de setembro de 2005           |
| Finlândia                    | Apocalyptica                                                                    | Abertura do show do Megadeth                            | 11 de outubro de 2005           |
| Estados Unidos               | Megadeth                                                                        | Blackmail the Universe Tour                             | 11 de outubro de 2005           |
| Reino Unido                  | Deep Purple                                                                     | Rapture of the Deep Tour                                | 01 e 3 de novembro de 2005      |
| Estados Unidos               | Jeff Scott Soto                                                                 | Abertura dos shows de Renato Tribuzy                    | 11 e 12 de novembro de 2005     |
| Estados Unidos               | Buddy Guy                                                                       |                                                         | 25 de novembro de 2005          |
| Estados Unidos               | Dream Theater                                                                   | Octavarium Tour                                         | 10 e 11 de dezembro de 2005     |
| Suécia                       | Millencolin                                                                     |                                                         | 9 de março de 2006              |
| Reino Unido                  | Oasis                                                                           | Don't Believe the Truth Tour                            | 15 de março de 2006             |
| Reino Unido                  | Foreigner                                                                       |                                                         | 16 de março de 2006             |
| Reino Unido                  | Jamiroquai                                                                      |                                                         | 24 de março de 2006             |
| Alemanha                     | Helloween                                                                       | Keeper of the Seven Keys - The Legacy World Tour        | 25 de março de 2006             |
| Reino Unido                  | Echo & The Bunnymen                                                             |                                                         | 29 de abril de 2006             |
| Estados Unidos               | Creedence Clearwater Revisited                                                  |                                                         | 10 e 11 de maio de 2006         |
| Estados Unidos               | Dio                                                                             | An Evening with Dio Tour                                | 15 de julho de 2006             |
| Estados Unidos               | NOFX                                                                            |                                                         | 1 de outubro de 2006            |
| Estados Unidos               | G3: com Joe Satriani, John Petrucci e Eric Johnson                              |                                                         | 27 e 28 de outubro de 2006      |
| Alemanha                     | Edguy                                                                           | Rocket Ride World Tour                                  | 3 de novembro de 2006           |
| Reino Unido                  | The Cult                                                                        | A Return to Wild Tour                                   | 07 e 8 de dezembro de 2006      |
| Canadá                       | Bryan Adams                                                                     | Anthology Tour                                          | 06 e 7 de março de 2007         |
| Reino Unido                  | Pet Shop Boys                                                                   | Fundamental Tour                                        | 16 e 17 de março de 2007        |
| Reino Unido                  | Asia                                                                            | Reunion Tour                                            | 23 de março de 2007             |
| Reino Unido                  | Placebo                                                                         |                                                         | 27 de março de 2007             |
| Estados Unidos               | Pennywise                                                                       |                                                         | 30 de março de 2007             |
| Estados Unidos               | Bad Religion                                                                    |                                                         | 14 de abril de 2007             |
| Reino Unido                  | Keane                                                                           | Under the Iron Sea Tour                                 | 17 e 18 de abril de 2007        |
| Reino Unido                  | Jethro Tull                                                                     | Acoustic Tull                                           | 28 e 29 de abril de 2007        |
| Estados Unidos               | Alice Cooper                                                                    | Psycho Drama Tour                                       | 12 de junho de 2007             |
| Alemanha                     | Scorpions                                                                       | Humanity World Tour                                     | 14 de agosto de 2007            |
| Alemanha                     | Lacrimosa                                                                       | Lichtjahre Tour                                         | 4 de outubro de 2007            |
| Suécia                       | Hammerfall                                                                      | Threshold Tour                                          | 4 de outubro de 2007            |
| Reino Unido                  | The Chemical Brothers                                                           | We are the Night Tour                                   | 7 de novembro de 2007           |
| Estados Unidos · França      | The Rite of Strings (Al Di Meola, Stanley Clarke e Jean-Luc Ponty)              |                                                         | 22 de novembro de 2007          |
| Estados Unidos               | Chris Cornell                                                                   |                                                         | 13 de dezembro de 2007          |
| Brasil                       | Sandy & Junior                                                                  | Acústico MTV - Último show da dupla                     | 18 de dezembro de 2007          |
| Reino Unido                  | Deep Purple                                                                     | Rapture of the Deep Tour                                | 24 de fevereiro de 2008         |
| Estados Unidos               | Dream Theater                                                                   | Chaos in Motion Tour                                    | 8 de março de 2008              |
| Alemanha                     | Helloween e Gamma Ray                                                           | Hellish Rock Tour                                       | 20 de abril de 2008             |
| Reino Unido                  | Whitesnake                                                                      | Good to Be Bad Tour                                     | 9 de maio de 2008               |
| Estados Unidos               | Queensryche                                                                     |                                                         | 16 de maio de 2008              |
| México                       | Maná                                                                            | Amar es Combatir Tour                                   | 04 e 5 de junho de 2008         |
| Estados Unidos               | Megadeth                                                                        | Tour of Duty Tour                                       | 6 de junho de 2008              |
| Alemanha                     | Avantasia                                                                       | The Scarecrow World Tour                                | 22 de junho de 2008             |
| Estados Unidos               | Joe Satriani                                                                    | Professor Satchafunkilus and the Musterion of Rock Tour | 29 de julho de 2008             |
| Finlândia                    | Tarja Turunen                                                                   | Storm World Tour                                        | 23 de agosto de 2008            |
| Alemanha                     | Scorpions                                                                       | Humanity World Tour                                     | 06 e 13 de setembro de 2008     |
| Reino Unido                  | The Cult                                                                        | Born Into This Tour                                     | 8 de outubro de 2008            |
| Estados Unidos               | Paramore                                                                        |                                                         | 23 de outubro de 2008           |
| Estados Unidos               | Symphony X                                                                      | Paradise Lost Tour                                      | 26 de outubro de 2008           |
| Austrália                    | Kylie Minogue                                                                   | KylieX2008                                              | 8 de novembro de 2008           |
| Reino Unido                  | Judas Priest                                                                    | Nostradamus World Tour                                  | 15 e 16 de novembro de 2008     |
| Alemanha                     | Edguy                                                                           | Tinnitus Sanctus World Tour                             | 15 de fevereiro de 2009         |
| Reino Unido                  | Simply Red                                                                      | The Greatest Hits Tour                                  | 03 e 4 de março de 2009         |
| Reino Unido                  | Keane                                                                           | Perfect Symmetry Tour                                   | 10 de março de 2009             |
| Estados Unidos               | Simple Plan                                                                     |                                                         | 24 de março de 2009             |
| Noruega                      | A-ha                                                                            | Foot of the Mountain Tour                               | 25 de março de 2009             |
| Estados Unidos               | B-52's                                                                          |                                                         | 18 de abril de 2009             |
| Reino Unido                  | Heaven and Hell                                                                 | Bible Black Tour                                        | 15 e 16 de maio de 2009         |
| Estados Unidos               | Jerry Lee Lewis                                                                 |                                                         | 18 de setembro de 2009          |
| Itália                       | Laura Pausini                                                                   | Laura Live World Tour '09                               | 06 e 7 de outubro de 2009       |
| Reino Unido                  | Pet Shop Boys                                                                   | Pandemonium Tour                                        | 13 de outubro de 2009           |
| Estados Unidos               | The Beach Boys                                                                  |                                                         | 2 de dezembro de 2009           |
| República da Irlanda         | The Cranberries                                                                 | Reunion Tour                                            | 29 de janeiro de 2010           |
| Noruega                      | A-ha                                                                            | Ending on a High Note Tour                              | 10 de março de 2010             |
| Estados Unidos               | Bigelf                                                                          | Abertura do show do Dream Theater                       | 19 de março de 2010             |
| Estados Unidos               | Dream Theater                                                                   | Black Clouds & Silver Touring                           | 19 de março de 2010             |
| Reino Unido                  | Placebo                                                                         |                                                         | 17 de abril de 2010             |
| Reino Unido                  | Simply Red                                                                      | Farewell Tour                                           | 20 de abril de 2010             |
| Estados Unidos               | Korn                                                                            |                                                         | 21 de abril de 2010             |
| Estados Unidos               | Moby                                                                            | Wait For Me Tour                                        | 23 de abril de 2010             |
| Estados Unidos               | Megadeth                                                                        | Rust In Peace 20th Anniversary Tour                     | 24 de abril de 2010             |
| Estados Unidos               | Manowar                                                                         | Death to Infidels Tour                                  | 7 de maio de 2010               |
| Estados Unidos               | Chris Brown                                                                     |                                                         | 20 de maio de 2010              |
| Estados Unidos               | Lauryn Hill                                                                     |                                                         | 7 de setembro de 2010           |
| Alemanha                     | Scorpions                                                                       | Get Your Sting and Blackout Tour                        | 18 e 19 de setembro de 2010     |
| Grécia                       | Yanni                                                                           |                                                         | 21 e 22 de setembro de 2010     |
| Reino Unido                  | Echo & The Bunnymen                                                             |                                                         | 11 de outubro de 2010           |
| República da Irlanda         | The Cranberries                                                                 | Reunion Tour                                            | 14 de outubro de 2010           |
| Estados Unidos               | Paramore                                                                        | Brand New Eyes World Tour                               | 20 de fevereiro de 2011         |
| Estados Unidos               | Backstreet Boys                                                                 | This Is Us Tour                                         | 26 de fevereiro de 2011         |
| Reino Unido                  | Seal                                                                            | Commitment Tour                                         | 17 e 24 de março de 2011        |
| Estados Unidos               | Avenged Sevenfold                                                               | Welcome to the Family Tour                              | 3 de abril de 2011              |
| Estados Unidos               | Cypress Hill e Deftones                                                         |                                                         | 4 de abril de 2011              |
| Suécia                       | Roxette                                                                         | Charm School World Tour                                 | 14 e 19 de abril de 2011        |
| Finlândia                    | Stratovarius                                                                    | Elysium Tour                                            | 6 de maio de 2011               |
| Alemanha                     | Helloween                                                                       | The 7 Sinners World Tour                                | 6 de maio de 2011               |
| Estados Unidos               | John Fogerty                                                                    |                                                         | 08 e 10 de maio de 2011         |
| Reino Unido                  | Ian Anderson                                                                    |                                                         | 14 de maio de 2011              |
| Estados Unidos               | Motley Crue                                                                     | Summer Tour                                             | 17 de maio de 2011              |
| Estados Unidos               | Buckcherry                                                                      | Abertura do show do Motley Crue                         | 17 de maio de 2011              |
| Estados Unidos               | Alice Cooper                                                                    | No More Mr Nice Guy Tour                                | 2 de junho de 2011              |
| Canadá                       | Avril Lavigne                                                                   | The Black Star Tour                                     | 27 e 28 de julho de 2011        |
| Reino Unido                  | Erasure                                                                         | Total Pop! Tour                                         | 9 de agosto de 2011             |
| Reino Unido                  | Tears for Fears                                                                 |                                                         | 06 e 14 de outubro de 2011      |
| Reino Unido                  | Ringo Starr & His All Starr Band                                                |                                                         | 12 e 13 de novembro de 2011     |
| Reino Unido                  | James Blunt                                                                     | Some Kind of Trouble Tour                               | 18 de janeiro de 2012           |
| Itália                       | Laura Pausini                                                                   | Inedito World Tour                                      | 21, 22 e 23 de janeiro de 2012  |
| México                       | Luís Miguel                                                                     |                                                         | 8 e 9 de março de 2012          |
| Estados Unidos               | Creedence Clearwater Revisited                                                  |                                                         | 25 de março de 2012             |
| Estados Unidos               | 3 Doors Down                                                                    | Time of my Life Tour                                    | 12 de abril de 2012             |
| Estados Unidos               | Demi Lovato                                                                     | A Special Night with Demi Lovato                        | 20 e 30 de abril de 2012        |
| Estados Unidos               | Bob Dylan                                                                       | Never Ending Tour                                       | 21 e 22 de abril de 2012        |
| Reino Unido                  | Grave Digger                                                                    | The Bard's Night                                        | 23 de abril de 2012             |
| Alemanha                     | Blind Guardian                                                                  | The Bard's Night                                        | 23 de abril de 2012             |
| Reino Unido                  | Duran Duran                                                                     | All You Need Is Now Tour                                | 2 de maio de 2012               |
| Suécia                       | Roxette                                                                         | Charm School World Tour                                 | 10 de maio de 2012              |
| Estados Unidos               | Dream Theater                                                                   | A Dramatic Turn of Events Tour                          | 26 de agosto de 2012            |
| Canadá                       | Alanis Morissette                                                               | Guardian Angel Tour                                     | 2 e 3 de setembro de 2012       |
| Alemanha                     | Scorpions                                                                       | Final Sting Tour                                        | 20 e 21 de setembro de 2012     |
| Noruega                      | Morten Harket                                                                   |                                                         | 26 de setembro de 2012          |
| Reino Unido                  | Snow Patrol                                                                     | Fallen Empires Tour                                     | 10 de outubro de 2012           |
| Grécia                       | Yanni                                                                           |                                                         | 11, 13 e 14 de outubro de 2012  |
| Estados Unidos               | G3 com Joe Satriani, John Petrucci e Steve Morse                                |                                                         | 12 de outubro de 2012           |
| Estados Unidos               | Simple Plan                                                                     | Get Your Heart On! Tour                                 | 18 de outubro de 2012           |
| México                       | Maná                                                                            | Drama y Luz World Tour                                  | 26 de outubro de 2012           |
| Reino Unido                  | Joss Stone                                                                      | The Soul Sessions Vol. 2 Tour                           | 11 de novembro de 2012          |
| Estados Unidos               | Creed                                                                           | Live On Tour                                            | 25 de novembro de 2012          |
| Finlândia                    | Nightwish                                                                       | Imaginaerum World Tour                                  | 12 de dezembro de 2012          |
| Brasil                       | Rebeldes                                                                        | Turnê de Despedida – Rebeldes para Sempre               | 27 de janeiro de 2013           |
| Reino Unido                  | Jamiroquai                                                                      | Rock Dust Light Star Tour                               | 7 de fevereiro de 2013          |
| Estados Unidos               | Jonas Brothers                                                                  | Latin America Tour 2013                                 | 10 de março de 2013             |
| Reino Unido                  | Keane                                                                           | Strangeland Tour                                        | 3 de abril de 2013              |
| Rússia                       | Regina Spektor                                                                  | What We Saw From the Cheap Seats Tour                   | 10 de abril de 2013             |
| Coreia do Sul                | Super Junior                                                                    | Super Show 5 World Tour                                 | 21 de abril de 2013             |
| Reino Unido                  | Pet Shop Boys                                                                   | Electric Tour                                           | 22 de maio de 2013              |
| Estados Unidos               | Hanson                                                                          | Anthem World Tour                                       | 21 de julho de 2013             |
| Estados Unidos               | Herbie Hancock                                                                  |                                                         | 22 de agosto de 2013            |
| Estados Unidos               | The Offspring                                                                   | Days Go By Tour                                         | 15 de setembro de 2013          |
| Itália                       | Eros Ramazzotti                                                                 | Noi World Tour                                          | 27 e 28 de setembro de 2013     |
| Argentina                    | Violetta                                                                        | Violetta en Vivo                                        | 26, 27 e 28 de outubro de 2013  |
| Estados Unidos               | Ringo Starr & His All Starr Band                                                |                                                         | 29 de outubro de 2013           |
| Canadá                       | Loreena McKennitt                                                               |                                                         | 30 e 31 de outubro de 2013      |
| Reino Unido                  | Cat Stevens                                                                     | Peace Train Tour                                        | 16 e 17 de novembro de 2013     |
| Reino Unido                  | Sarah Brightman                                                                 | Dreamchaser World Tour                                  | 28 e 29 de novembro de 2013     |
| Estados Unidos               | Steve Vai                                                                       | Story of Light Tour                                     | 8 de dezembro de 2013           |
| Itália                       | Laura Pausini                                                                   | The Greatest Hits World Tour                            | 19 e 20 de fevereiro de 2014    |
| Reino Unido                  | Placebo                                                                         |                                                         | 14 de abril de 2014             |
| Estados Unidos               | Demi Lovato                                                                     | The Neon Lights Tour                                    | 22, 24 e 25 de abril de 2014    |
| Canadá                       | Avril Lavigne                                                                   | The Avril Lavigne Tour                                  | 29 e 30 de abril de 2014        |
| Estados Unidos               | Eddie Vedder                                                                    | South American Tour 2014                                | 06, 07 e 8 de maio de 2014      |
| Estados Unidos               | Fall Out Boy                                                                    | Save Rock and Roll World Tour                           | 21 de maio de 2014              |
| Estados Unidos               | Joe Satriani                                                                    |                                                         | 1 de outubro de 2014            |
| Estados Unidos               | R5                                                                              | Live on Tour                                            | 4 de outubro de 2014            |
| Estados Unidos               | Jason Derulo                                                                    | Tattoos World Tour                                      | 13 de novembro de 2014          |
| Estados Unidos               | Kesha                                                                           | Warrior Tour                                            | 25 de janeiro de 2015           |
| Estados Unidos               | Sublime with Rome                                                               | Pepper Tour                                             | 28 de janeiro de 2015           |
| Reino Unido                  | Brit Floyd                                                                      | Space & Time World Tour                                 | 25 de fevereiro de 2015         |
| Reino Unido                  | Steve Hackett                                                                   | Genesis Extended 2015 World Tour                        | 10 de março de 2015             |
| Reino Unido                  | Joss Stone                                                                      | Joss Stone Tour                                         | 11 de março de 2015             |
| Estados Unidos               | Jason Mraz                                                                      | Jason Mraz and Raining Jane                             | 7 de abril de 2015              |
| Estados Unidos               | Lindsey Stirling                                                                | Lindsey Stirling 2014/2015 Tour                         | 13 de abril de 2015             |
| Estados Unidos               | Backstreet Boys                                                                 | In a World Like This Tour                               | 12, 13 e 14 de junho de 2015    |
| Reino Unido                  | America                                                                         | America Live In Concert                                 | 21 de junho de 2015             |
| Argentina                    | Violetta                                                                        | Violetta Live                                           | 27 e 28 de junho de 2015        |
| Alemanha                     | Tokio Hotel                                                                     |                                                         | 28 de agosto de 2015            |
| Reino Unido                  | Simply Red                                                                      |                                                         | 15 de março de 2016             |
| Alemanha                     | Scorpions                                                                       | 50th Anniversary World Tour                             | 01, 03 e 4 de setembro de 2016  |
| Itália                       | Laura Pausini                                                                   | Simili World Tour                                       | 11 e 12 de setembro de 2016     |
| Reino Unido                  | Tom Jones                                                                       |                                                         | 13 de setembro de 2016          |
| Reino Unido                  | Whitesnake                                                                      | Greatest Hits Tour                                      | 22 e 23 de setembro de 2016     |
| Reino Unido                  | The Kooks                                                                       |                                                         | 26 de outubro de 2016           |
| Estados Unidos               | Chris Cornell                                                                   | Acoustic Higher Truth World Tour                        | 11 de dezembro de 2016          |
| Reino Unido                  | Roger Hodgson                                                                   | Breakfest in America Tour                               | 15 de março de 2017             |
| Coreia do Sul                | BTS                                                                             | 2017 BTS Live Trilogy Episode III: The Wings Tour       | 19 e 20 de março de 2017        |
| Canadá                       | Bryan Adams                                                                     | Get Up Tour                                             | 28, 29 e 30 de abril de 2017    |
| Suécia                       | Europe                                                                          | War of Kings World Tour                                 | 28 de maio de 2017              |
| Argentina                    | Tini                                                                            | Got Me Started Tour                                     | 15 de julho de 2017             |
| Estados Unidos               | Lindsey Stirling                                                                | Lindsey Stirling 2016–2017 Tour                         | 25 de agosto de 2017            |
| Estados Unidos               | Hanson                                                                          | Middle Of Everywhere 25th Anniversary World Tour        | 26 de agosto de 2017            |
| Argentina                    | Soy Luna                                                                        | Sou Luna: O Show                                        | 30 de setembro de 2017          |
| Alemanha                     | David Garrett                                                                   | Explosive Live                                          | 16 de novembro de 2017          |
| Jamaica                      | The Wailers                                                                     | Tour The Wailers                                        | 7 de dezembro de 2017           |
| Reino Unido                  | Jamiroquai                                                                      | Automaton Tour                                          | 18 de dezembro de 2017          |
| Estados Unidos               | Eddie Vedder                                                                    |                                                         | 28, 29 e 30 de março de 2018    |
| Reino Unido · Brasil         | Call the Police (Andy Summers, Rodrigo Santos e João Barone)                    |                                                         | 22 de junho de 2018             |
|                              | Soy Luna                                                                        | Sou Luna: Ao Vivo                                       | 27 de julho de 2018             |
| Itália                       | Laura Pausini                                                                   | Fatti Sentire World Tour                                | 20 e 21 de agosto de 2018       |
| Reino Unido                  | Kasabian                                                                        | For Crying Out Loud Tour                                | 30 de setembro de 2018          |
| Canadá                       | Loreena McKennitt                                                               | Lost Souls Tour                                         | 30 e 31 de outubro de 2018      |
| Brasil                       | Meus Prêmios Nick                                                               | MPN 2018                                                | 7 de novembro de 2018           |
| Estados Unidos               | Herbie Hancock                                                                  |                                                         | 17 de novembro de 2018          |
| Estados Unidos · Reino Unido | Stone Temple Pilots e Bush                                                      | Revolución Tour                                         | 14 de fevereiro de 2019         |
| Reino Unido                  | Il Divo                                                                         | Timeless Tour                                           | 10 e 11 de maio de 2019         |
| Noruega                      | Aurora                                                                          | Infections of a Different Kind Tour                     | 18 de maio de 2019              |
| Estados Unidos               | Information Society                                                             |                                                         | 6 de setembro de 2019           |
| Itália                       | Il Volo                                                                         | Música Tour                                             | 24 e 25 de outubro de 2019      |
| Reino Unido                  | Dido                                                                            | Still on My Mind Tour                                   | 2 de novembro de 2019           |
| Mundo                        | Now United                                                                      | Dreams Come True Tour                                   | 20 de novembro de 2019          |
| Brasil                       | MTV Millennial Awards (Brasil)                                                  | MTV MillennialAwards 2020 (Brasil)                      | 24 de setembro de 2020          |
| Coreia do Sul                | NCT 127                                                                         | Neo City - The Link                                     | 18, 19 e 20 de janeiro de 2023  |
| Coreia do Sul                | NCT Dream‎ ‎ ‎ ‎ ‎ ‎ ‎ ‎ ‎ ‎ ‎ ‎ ‎ ‎ ‎ ‎ ‎ ‎ ‎ ‎ ‎ ‎ ‎ ‎ ‎ ‎ ‎ ‎ ‎ ‎ ‎ ‎ ‎ ‎ ‎ ‎ ‎ ‎ ‎ ‎ ‎ ‎ ‎ ‎ ‎ ‎ ‎ ‎ ‎ ‎ ‎ ‎ ‎ ‎ ‎ ‎ ‎ ‎ ‎ ‎ ‎ ‎ ‎ ‎ ‎ ‎ ‎     | The Dream Show 2: In A Dream‎ ‎ ‎ ‎ ‎ ‎ ‎ ‎ ‎ ‎ ‎ ‎ ‎ ‎ ‎ ‎ ‎ ‎ ‎ ‎ ‎ ‎ ‎ ‎ ‎ ‎‎   | 4 de julho de 2023‎              |
| Brasil                       | Pabllo Vittar‎ ‎ ‎ ‎ ‎ ‎ ‎ ‎ ‎ ‎ ‎ ‎ ‎ ‎ ‎ ‎ ‎ ‎ ‎ ‎ ‎ ‎ ‎ ‎ ‎ ‎ ‎ ‎ ‎ ‎ ‎ ‎ ‎ ‎ ‎ ‎ ‎ ‎ ‎ ‎ ‎ ‎ ‎ ‎ ‎ ‎ ‎ ‎ ‎ ‎ ‎ ‎ ‎ ‎ ‎ ‎ ‎ ‎ ‎ ‎ ‎ ‎ ‎ ‎ ‎ ‎ ‎ | Halloween da Pabllo‎ ‎ ‎ ‎ ‎ ‎ ‎ ‎ ‎ ‎ ‎ ‎ ‎ ‎ ‎ ‎ ‎ ‎ ‎ ‎ ‎ ‎ ‎‎               | 10 de novembro de 2023          |
| Brasil                       | Pabllo Vittar‎ ‎ ‎ ‎ ‎ ‎ ‎ ‎ ‎ ‎ ‎ ‎ ‎ ‎ ‎ ‎ ‎ ‎ ‎ ‎ ‎ ‎ ‎ ‎ ‎ ‎ ‎ ‎ ‎ ‎ ‎ ‎ ‎ ‎ ‎ ‎ ‎ ‎ ‎ ‎ ‎ ‎ ‎ ‎ ‎ ‎ ‎ ‎ ‎ ‎ ‎ ‎ ‎ ‎ ‎ ‎ ‎ ‎ ‎ ‎ ‎ ‎ ‎ ‎ ‎ ‎ ‎ | Halloween da Pabllo‎ ‎ ‎ ‎ ‎ ‎ ‎ ‎ ‎ ‎ ‎ ‎ ‎ ‎ ‎ ‎ ‎ ‎ ‎ ‎ ‎ ‎ ‎‎               | 1 de novembro de 2024           |

## Curiosidades
- Os shows do Oasis, em 2006, e do Dream Theater, em 2008, ocorreram no estacionamento do então Credicard Hall.
- O tradicional e anual Show da Virada de todos os anos de 1999 até 2015 foi gravado no Credicard Hall. Grandes nomes da música brasileira já passaram pelo palco do especial de fim de ano da Rede Globo.
- Laura Pausini é a artista internacional com o recorde de shows ocorridos na casa. Foram um total de 16 apresentações, ao longo de 7 turnês.
- Algumas apresentações que foram gravadas e lançadas: Helloween (Live on 3 Continents, em CD e DVD. Show de 2006), Edguy (Fucking with F***, em CD e DVD. Show de 2006)